# Argenteuil (gemeente)
Argenteuil is een gemeente in het Franse departement Val-d'Oise. Het is een voorstad van Parijs, gelegen aan de Seine. De gemeente telde 107.135 inwoners op 1 januari 2022. Zij worden Argenteuillais genoemd. Het is de onderprefectuur van het arrondissement Argenteuil.

## Geschiedenis
De stad groeide in de middeleeuwen rond de Abdij Notre-Dame. Deze was aan het einde van de 7e eeuw gesticht als vrouwenabdij. Het was een welvarende abdij die grote wijngaarden bezat. In de 12e eeuw werd ze een priorij van de benedictijner abdij van Saint-Denis. De stad bloeide dankzij de handel en de bevolking groeide. Deze groei werd in de 14e en 15e eeuw afgeremd door hongersnood en pestuitbraken, de Honderdjarige Oorlog en de Jacquerie. Onder koning Frans I kreeg Argenteuil een stadsmuur. Deze was klaar in 1549. In de 18e eeuw waren de wijnbouw en de fruit- en groententeelt (vijgen, asperges) belangrijk.
Na de Franse Revolutie werd de abdij afgeschaft en verkocht als nationaal goed. De gebouwen werden afgebroken en verkocht als bouwmateriaal. Aan het begin van de 19e eeuw werden de stadsmuren afgebroken. De komst van de trein maakte de gemeente beter bereikbaar voor de Parijzenaars. Zij zochten de guinguettes aan de oevers van de Seine op en hielden regatta's op de rivier. Ook impressionistische schilders als Monet, Sisley, Manet en Caillebotte trokken naar Argenteuil. Vanaf 1890 maakten de wijngaarden stilaan plaats voor fabrieksterreinen. Van een landbouwgemeente transformeerde Argenteuil in de eerste helft van de 20e eeuw in een arbeidersgemeente. In 1958 ontstond het wetgevend kader voor de creatie van Zones à Urbaniser par Priorité (Zup). Om de woningnood in de regio Parijs op te lossen werden in de gemeente nieuwe wijken met hoogbouw opgetrokken, zoals de wijk Val-d'Argent.

## Geografie
De oppervlakte van Argenteuil bedroeg op 1 januari 2022 17,22 vierkante kilometer; de bevolkingsdichtheid was toen 6.221,5 inwoners per km².
De onderstaande kaart toont de ligging van Argenteuil met de belangrijkste infrastructuur en aangrenzende gemeenten.

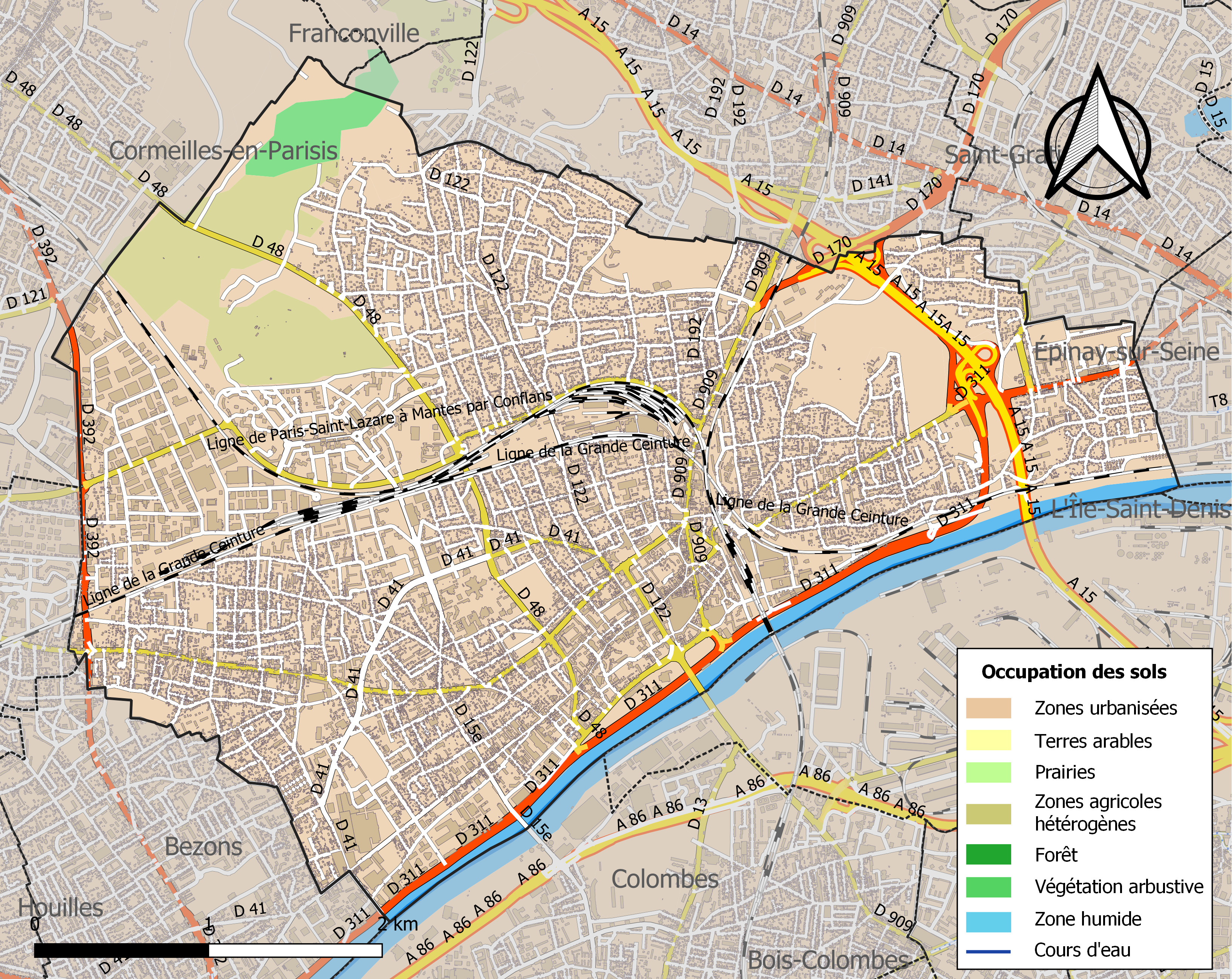

## Demografie
De bevolking groeide van ongeveer 13.000 in 1906 naar bijna 80 000 in 1961. Onderstaande figuur toont het verloop van het inwoneraantal van Argenteuil vanaf 1962. 

## Verkeer en vervoer
In de gemeente liggen de treinstations Argenteuil en Val d'Argenteuil.
De autosnelweg A15 loopt door Argenteuil.

## Bekende inwoners van Argenteuil

### Geboren
- Victor Puiseux (1820-1883), wiskundige en astronoom
- Georges Braque (1882-1963), schilder, grondlegger van het kubisme
- Bernard Quilfen (1949-2022), wielrenner en ploegleider
- Gilles Maignan (1968), wielrenner
- Christophe Blain (1970), striptekenaar
- Ingrid Chauvin (1973), actrice
- Franck Béria (1983), voetballer
- Kévin Mayer (1992), atleet
- Claudio Gomes (2000), voetballer
- Melween N'Dongala (2004), voetbalster

### Overleden
- Ary Scheffer (1795-1858) Nederlands schilder

### Woonachtig (geweest)
- Héloïse (omstreeks 1100-1164) volgde er haar eerste onderwijs
- Claude Monet (1840-1926) schilder

## Galerij

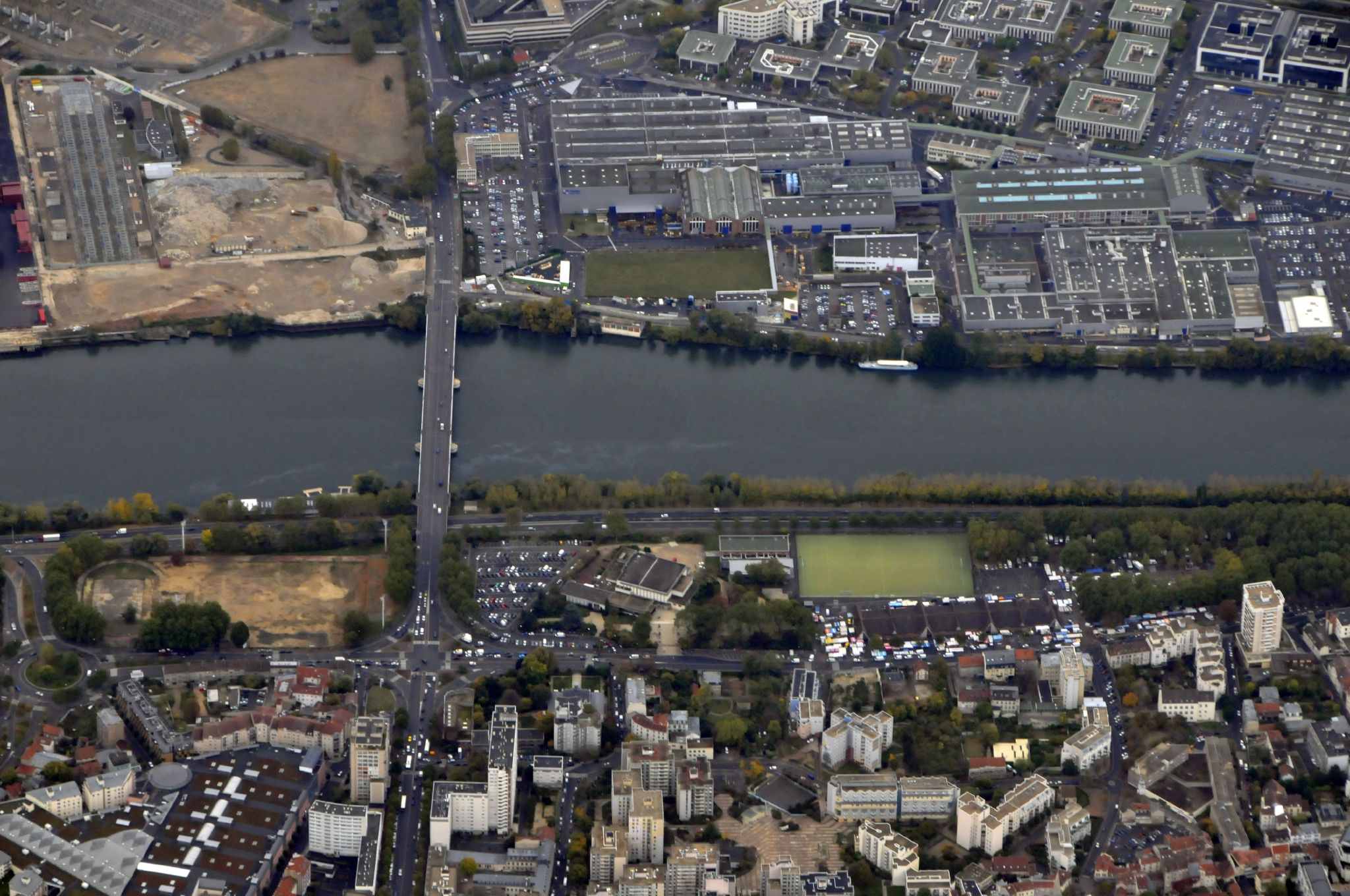
Brug over de Seine
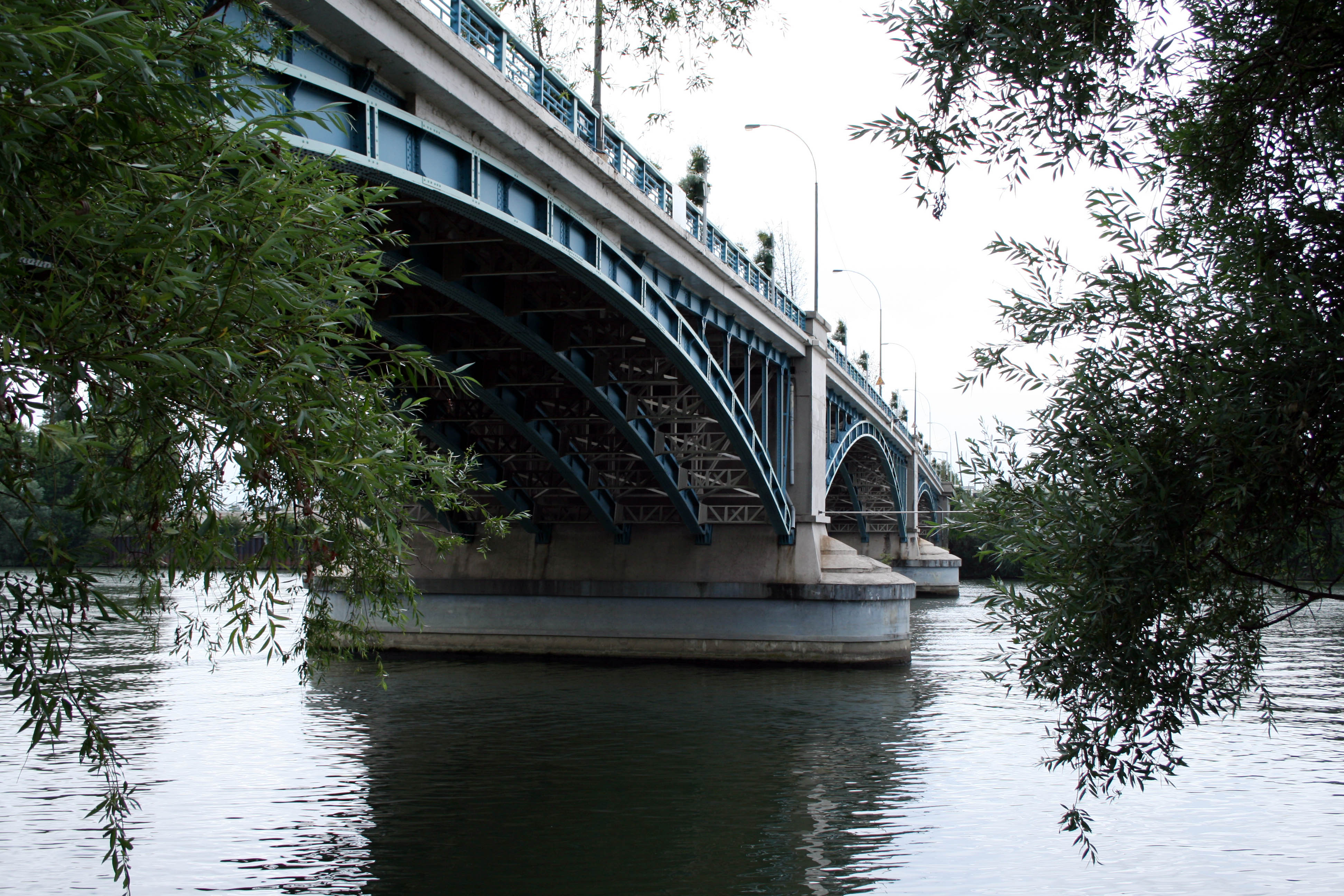
De brug Pont d'Argenteuil
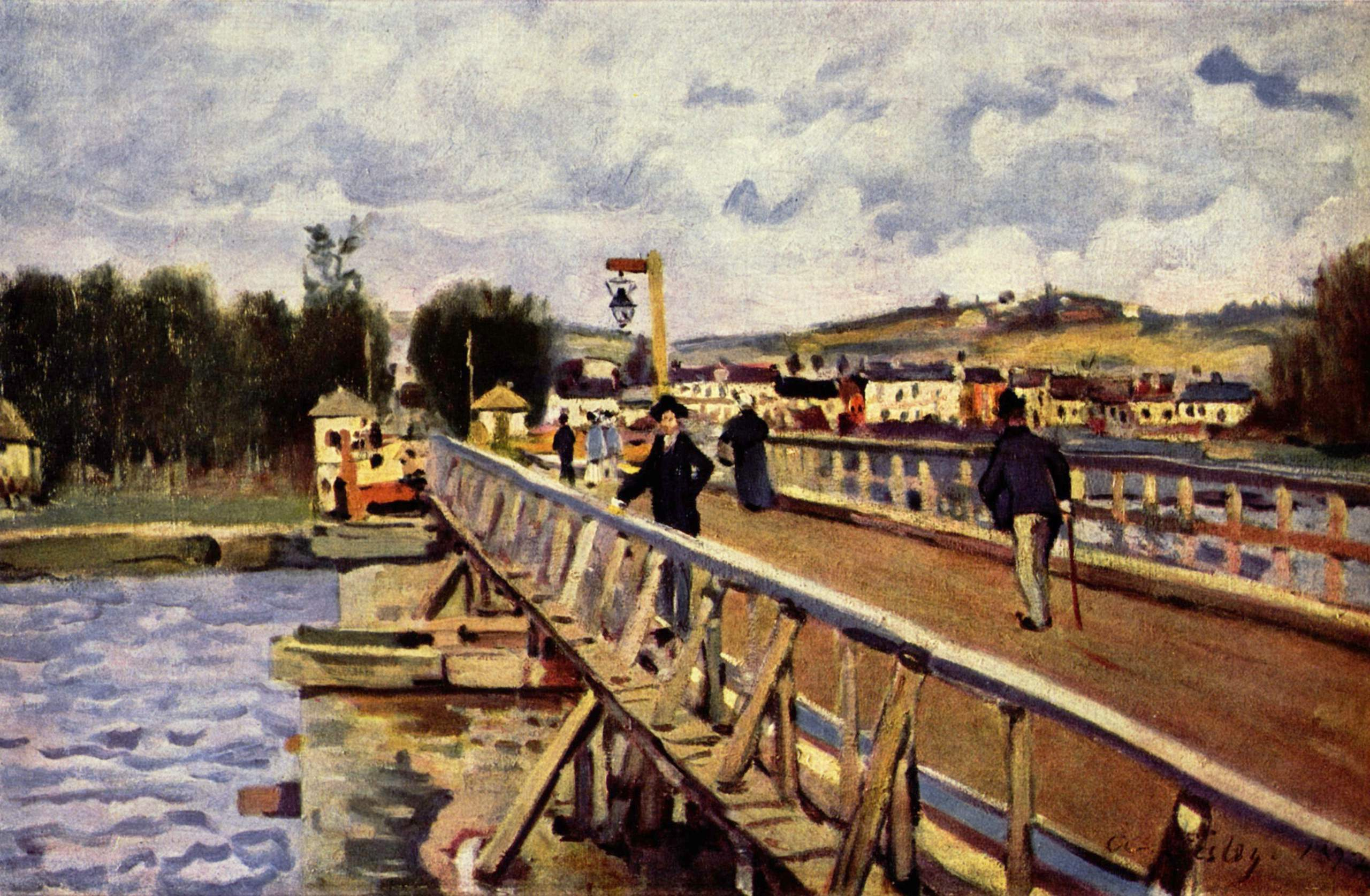
Passerelle d'Argenteuil (voetgangersbrug) (1872), Alfred Sisley, Musée d'Orsay

Aix-en-Provence · Amiens · Angers · Argenteuil · Besançon · Bordeaux · Boulogne-Billancourt · Brest · Caen · Clermont-Ferrand · Dijon · Grenoble · Le Havre · Le Mans · Limoges · Lyon · Marseille · Metz · Montpellier · Montreuil · Mulhouse · Nancy · Nantes · Nice · Nîmes · Orléans · Parijs · Perpignan · Reims · Rennes · Rijsel · Rouen · Saint-Denis (Réunion) · Saint-Denis (Seine-Saint-Denis) · Saint-Étienne · Saint-Paul · Straatsburg · Toulon · Toulouse · Tours · Villeurbanne